# François-Henri de Montmorency, hertug af Piney-Luxembourg
François-Henri de Montmorency-Bouteville (født 8. januar 1628 i Paris, død 4. januar 1695 i Versailles) var en fransk adelsmand og general, der gennem sit ægteskab blev titulær hertug af Piney-Luxembourg. I 1675 blev han Marskal af Frankrig.
Fra 1662 var François-Henri de Montmorency almindeligt kendt som Luxembourg.

## Karriere
I 1648-53 deltog de Montmorency-Bouteville i oprørsbevægelsen Fronden, der kæmpede mod kardinal Mazarin. Efter Frondens nederlag gik han i landflygtighed, men vendte hjem efter benådningen i 1659.
Som general vandt Luxembourg flere slag mod Vilhelm af Oranje-Nassau. Han var en af de betydeligste franske generaler under Den fransk-hollandske krig og under Den Pfalziske Arvefølgekrig.

## Familie
I 1661 blev François-Henri de Montmorency gift med Madeleine de Clermont-Tonnerre, titulær hertuginde af Luxembourg. Ægteskabet (og François-Henris titel som hertug af Luxembourg) blev anerkendt af kongen i 1662.
Hertugen og hertuginden af Piney-Luxembourg fik fem børn. To af sønnerne blev marskaler af Frankrig.